# Замок Кіллін

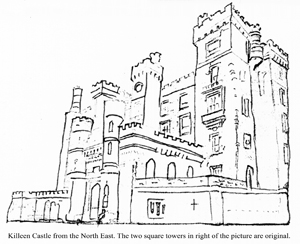
Замок Кіллін. Малюнок.

Замок Кіллін (англ. Killeen Castle, ірл. Caisleán Chillín) — замок Хіллін — один із замків Ірландії, розташований в графстві Міт, земля Дансані. На цьому місці замок стояв починаючи з 1180 року. Замок неодноразово руйнували і відбудовували. Нинішня будівля датується ХІХ століттям. Замок згорів у 1981 році. Замок Кіллін будувався як парний замок — разом із замком Дансані. Обидва замки охороняли дорогу на північ і стояли по різні боки від цієї дороги.

## Історія замку Кіллін

### Лорди Кьюсак та Планкетт
Замок Кіллін був побудований норманськими феодалами після англо-норманськими завоювання Ірландії в 1180 році для захисту завойованих територій від непокірних ірландських кланів. Замок почали будувати в 1172 році магнати де Лейсі, володарями замку стали лорди Кьюсак. Першим володарем був Джеффрі де Кьюсак. Спочатку замок був дерев'яний в стилі «Бейлі-та-мотт». Кам'яний замок був побудований Джеффрі де Кьюсаком після 1181 року. Зберігся навіть камінь з цією датою.
Зберігся навіть опис того давнього замку. Опис датується 1 серпня — днем святого Петра. В описі замку згадуються чотири зубчасті вежі на п'ять поверхів, башти з'єднані стінами. Замок стояв на кургані. Згадуються дерев'яні сходи, товсті стіни, вузькі дверні отвори, великий зал, меблі, лаки з прямими стінками, дубові крісла, зелені та білі завіси, каміни, мисливські та військові трофеї.
У такому замку жили лорди де Кьюсак — лорди Кіллін, воювали, розширювали свю вотчину протягом 225 років. Потім замок перейшов до лордів Планкетт внаслідок шлюбу леді Джоан де Кьюсак з Крістофером Планкеттом Рахреганом в 1399 році.
Сер Крістофер Планкетт став першим бароном Кіллін, розділив свої володіння між двома своїми старшими синами. Один син успадкував замок Дансані і став лордом Дансані, інший — замок Кіллін. Старшою гілкою роду була гілка баронів Кіллін, що пізніше стали графами Фінгалл. Третій син — сер Томас Фітц-Крістофер Планкетт одружився з Мері Енн Круїс, що була спадкоємицею володінь і замків Рахмор — дочкою сера Крістофера Круїса, що володів замками Круїстаун, Мойдоррах та Рахмор. Четвертий та шостий сини заснували інші аристократичні роди лордів і землевласників. Замок Дансоглі — один з небагатьох вцілілих замків Ірландії XV століття збудувала родина Роберта Планкетта — четвертого сина сера Крістофера. Цей замок був збудований десь між 1450 та 1480 роками. Титул барон Фінголл та титул пера отримали володарі замку Кіллін в 1831 році. Замок перебудували в XV столітті, замок тоді був баштового типу.
Дві гілки роду Планкетт жили протягом кількох століть, зберегли вірність католицизму, пережили переслідування католиків, конфіскації, вигнання та заслання в Коннахт в часи Кромвеля. Потім — в часи реставрації монархії землі і замки були їм повернені. Замок занепав в XVII столітті, замок здали в оренду. До 1779 році замок перетворився в руїну. Значна перебудова замку була здійснена Френсісом Джонстоном в 1803 та в 1813 роках. У 1841 році більша частина замку була зруйнована і потім знову відновлена з попереднього матеріалу. Будівництво було в стилі замку Віндзор. Після перебудови замок мав 365 вікон — скільки днів в році.

### Після Планкеттів
Останній граф Фінлгалл продав замок Кіллін разом з маєтком у 1951 році серу Віктору Сассуну. Граф лишився власником конезаводу, що стояв недалеко від замку. У 1853 році граф та графиня переїхали в сучасний будинок. Сер Віктор Сассун помер в 1961 році, його спадкоємці продали замок власнику коней для перегонів Данієлю Вайлденстейну.
Останній граф переїхав з маєтку Корбалліс до маєтку Коммон. Він помер в 1984 році і похований біля церкви Дансані.
У 1978 році замок та маєток було продано рекламодавцю Бейліз Бріндлі, що продовжував розводити коней. 16 травня 1981 році замок згорів в результаті підпалу. Замок був закинутий і поступово руйнувався. Землі були ще раз продані в 1989 році.

## Оточуючі землі
На території вотчини крім замку Кіллін є кінних двір, церква (яку неправильно називають абатство Кіллін), святе місце — криниця зі святою водою, яке називають «Леді Доброти», ставок, сад. Церква Діви Марії була побудована в 1425 році в готичному стилі, поруч є старовинне кладовище. Нині ця церква є пам'яткою історії та культури Ірландії національного значення.

## Перспективи відродження
У 1989 році був запропонований новий план розвитку. Потім цей план був переглянутий. Планувалось переробити замок в готель, будівництво елітного житла, майданчиків для гольфу. Роботи почались у 2005 році. У серпні 2006 році було оголошено, що замок Кіллін як готель буде відкритий в 2009 році. Але потім плани були змінені в звя'зку з кризою у сфері туризмі. Планується створення в замку Кіллін гольф-клубу.